# Tarnogóra (województwo lubelskie)
Tarnogóra – wieś w gminie Izbica, w powiecie krasnostawskim, województwie lubelskim, nad rzeką Wieprz. 
Dawniej miasto królewskie, lokowane w 1540 roku, w XVI wieku położone było w województwie ruskim, zdegradowane w 1869 roku. w 1570 roku należało do starostwa krasnostawskiego. W latach 1975–1998 miejscowość należała administracyjnie do województwa zamojskiego.
Wieś stanowi sołectwo gminy Izbica. Według Narodowego Spisu Powszechnego (III 2011 r.) wieś liczyła 901 mieszkańców.
Wieś jest siedzibą rzymskokatolickiej parafii św. Zofii.

## Historia

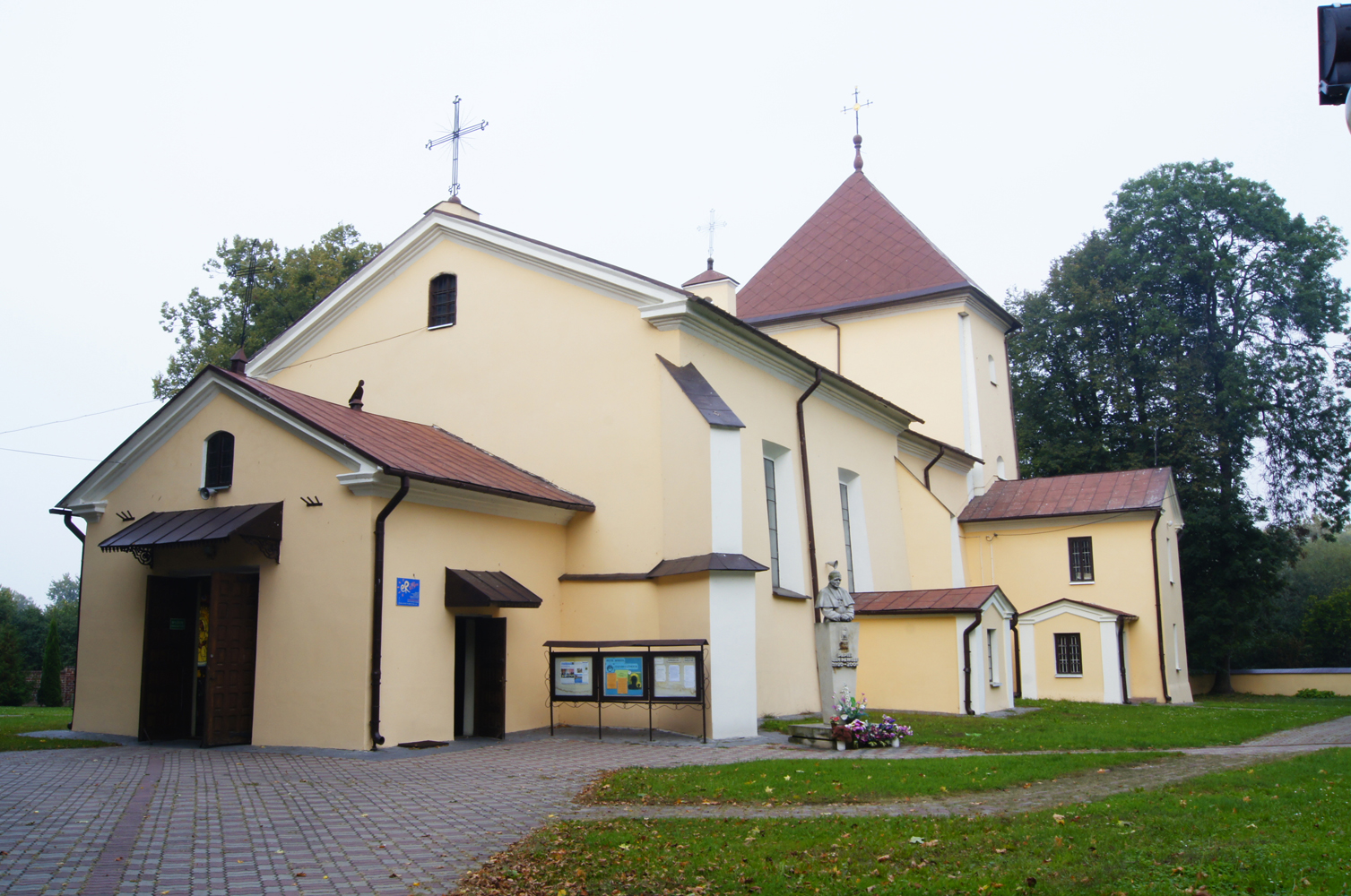
Kościół rzymskokatolicki św. Zofii

Początkowo Tarnogóra stanowiła część starostwa krasnostawskiego. Została lokowana na gruntach wsi Ostrzyca w roku 1548 na prawie magdeburskim przez hetmana wielkiego koronnego Jana Tarnowskiego. Prawdopodobnie wkrótce został wzniesiony zamek obronny. Hetman erygował także parafię oraz ufundował budynek kościoła. W 1552 roku Tarnogórę nabył kasztelan biecki i kanclerz wielki koronny Jan Osiecki, a w 1690 Nikodem Żaboklicki. W 1771 roku majątek należała do Antoniego Granowskiego i jego żony Antoniny de domo Wolstein. Po ostatnim rozbiorze Tarnogóra stała się własnością rządową. W 1807 r. Adam Czartoryski otrzymał od rządu austriackiego Tarnogórę w zamian za Siedlce. W 1808 roku sprzedał dobra Ignacemu Horodyskiemu. W 1823 roku majątek nabył od niego Józef Czyżewski. Po nim dobra odziedziczył syn Franciszek, a dalej wnuk Władysław ożeniony z Marią Wisłocką primo voto Walicką. Ich syn Stanisław zmarł bezpotomnie zapisując dobra siostrzeńcom – dwie trzecie Władysławowi Smorczewskiemu i jedną trzecią Stanisławowi Skarbkowi. Smorczewski odkupił część dóbr od Skarbka. Od 1919 r. do 1944 r. majątek był własnością Smorczewskich.
W 1750 r. Żydzi zostali usunięci z miasta przez mieszczan na podstawie specjalnego przywileju. Przenieśli się oni na drugą stronę rzeki Wieprz, do znajdującej się tam osady – Izbicy, która stała się miastem na podstawie przywileju wyjednanego u króla przez starostę tarnogórskiego – Antoniego Granowskiego (herbu Leliwa).

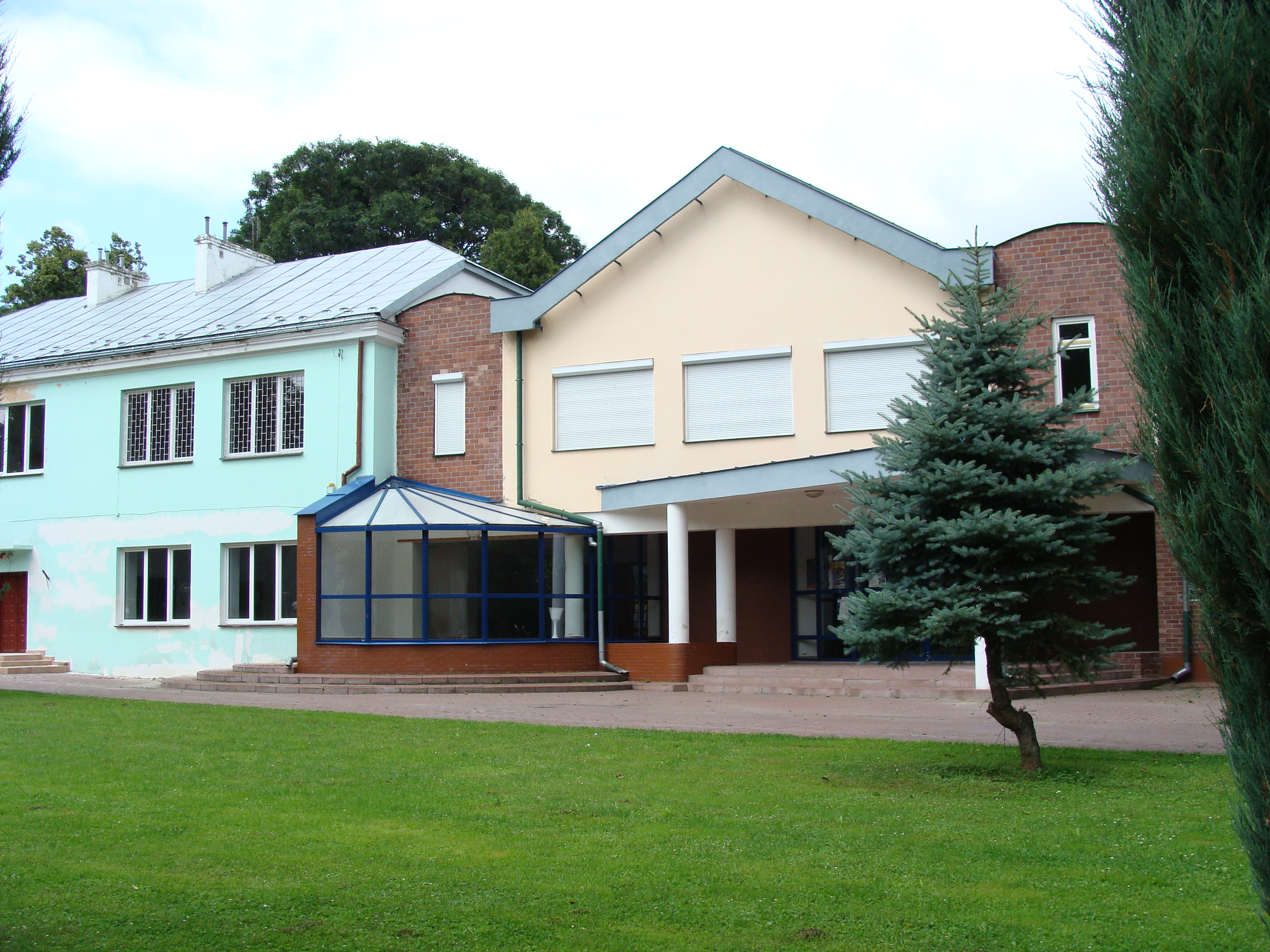
Budynki dawnego zespołu szkół

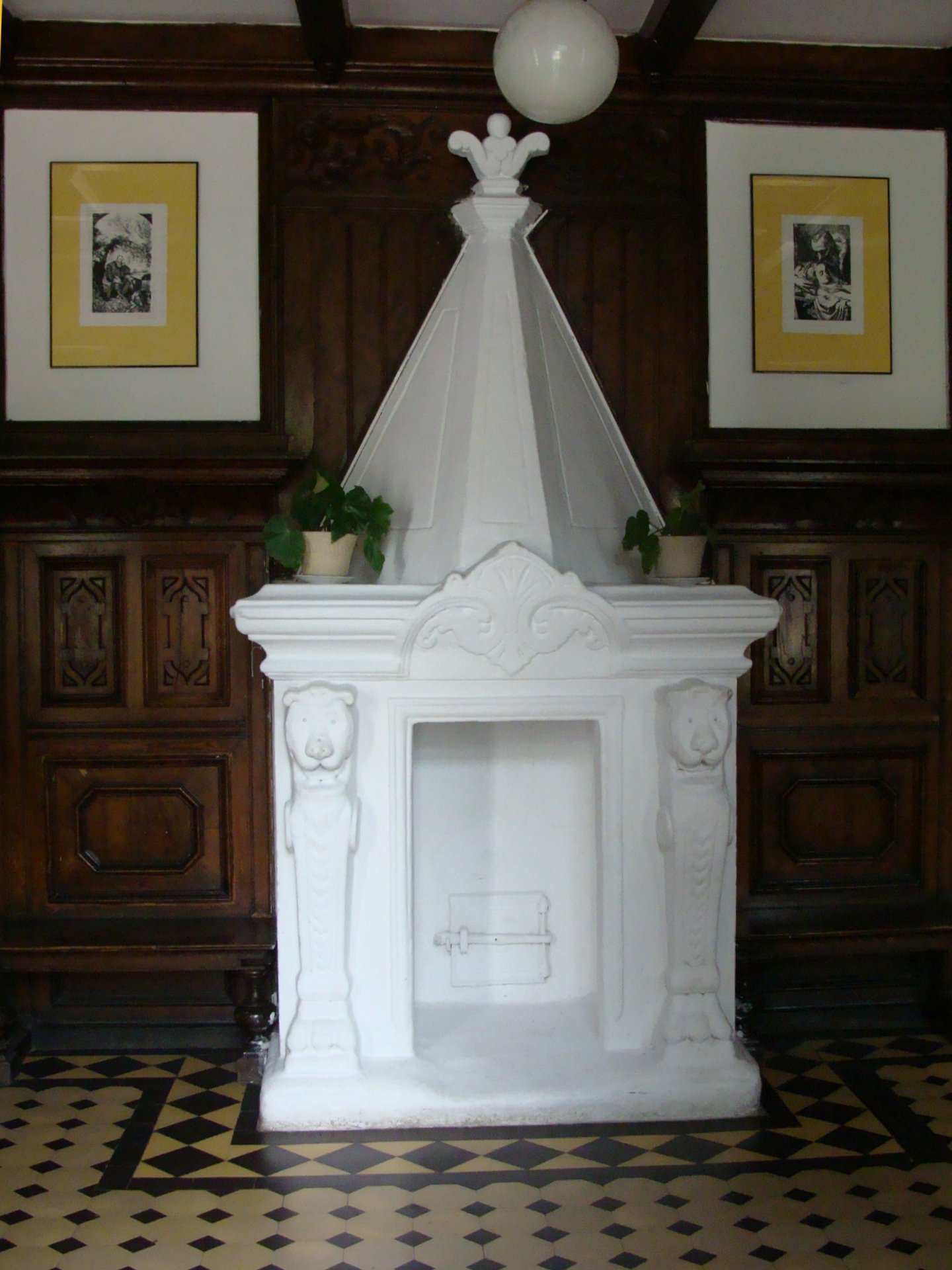
Wnętrze dworku

W latach 1830–1831 gen. Józef Czyżewski rozbudował pałac z parkiem z XIX-wiecznego dworu Tarnowskich. Od 1945 r. do 2012 r. pałac służył jako budynek tutejszego liceum ogólnokształcącego.
Prawa miejskie Tarnogóra utraciła decyzją władz carskich z roku 1869 w ramach represji po powstaniu styczniowym. Od 13 stycznia 1870 Izbica i Tarnogóra straciły status miast, i zostały osadami, które włączono do gminy Tarnogóra (uprzednio te miasta nie należały do gminy Tarnogóra). W 1870 r. siedzibę gminy przeniesiono do Izbicy.

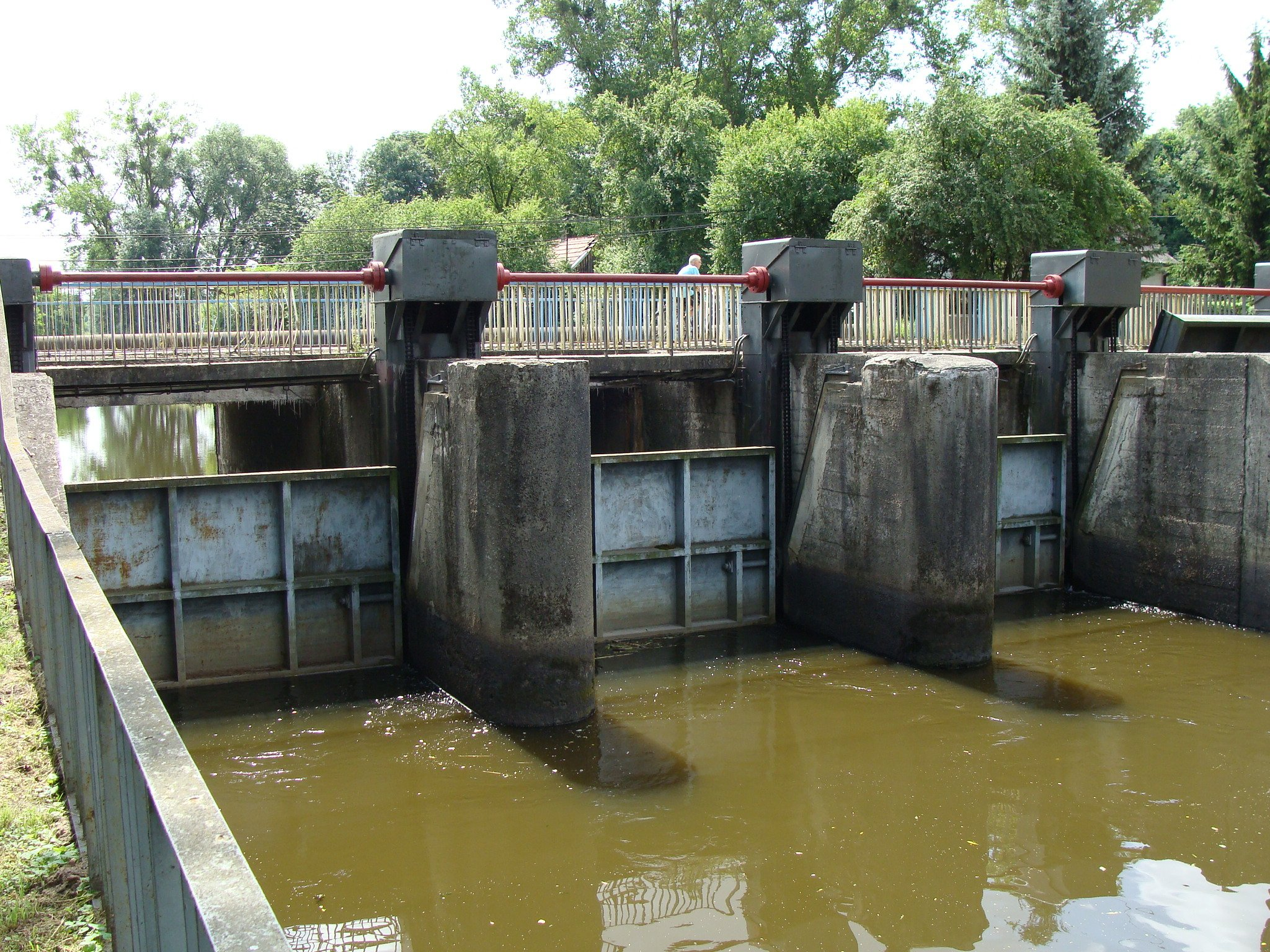
Stawidła na młynówce

W latach 1929–1954 samodzielna gmina, w której granicach znajdowała się także miejscowość gminna Izbica.

## Wspólnoty wyznaniowe
- Kościół polskokatolicki:
  - parafia św. Józefa
- Kościół rzymskokatolicki
  - parafia św. Zofii

## Zabytki
- Ratusz z 2 poł. XVIII wieku
- Neogotycko-klasycystyczny pałac z parkiem z XIX wieku
- Kościół rzymskokatolicki pw. św. Zofii – murowany z cegły i kamienia, jednonawowy, wybudowany w 1544 r. z fundacji Jana Tarnowskiego. Wewnątrz zabytkowe rzeźby, obrazy oraz epitafia, związane z rodziną Czyżewskich, jednych z ostatnich właścicieli majątku Tarnogóra. Dzwonnica bramowa z 3 dzwonami.
- Cmentarz rzymskokatolicki z nagrobkami z XIX wieku
- Młyn wodny wzniesiony w latach 1881–1883
- W XIX wieku funkcjonował w Tarnogórze duży browar.